# Pete McArdle
Peter Joseph McArdle (ur. 22 marca 1929 w Dundalk, zm. 24 czerwca 1985 w Nowym Jorku) – amerykański lekkoatleta długodystansowiec, dwukrotny medalista igrzysk panamerykańskich w 1963.
Urodził się i wychował w Irlandii. Tam też zaczął trenować biegi długodystansowe. Wyemigrował do Stanów Zjednoczonych w 1956.
Startując w barwach USA zdobył złoty medal w biegu na 10 000 metrów i brązowy medal w maratonie na igrzyskach panamerykańskich w 1963 w São Paulo. Wystąpił w maratonie na igrzyskach olimpijskich w 1964 w Tokio, zajmując 23. miejsce.
Zdobył wiele tytułów mistrza Stanów Zjednoczonych (AAU): w biegu na 10 000 metrów w 1963 i 1964, w biegu na 15 kilometrów w 1962, w biegu na 20 kilometrów w 1961, w biegu na 25 kilometrów w 1960, 1961 i 1963 oraz w biegu na 30 kilometrów w 1960, 1961 i 1962.
Rekordy życiowe McArdle’a wynosiły:
- bieg na 5000 metrów – 14:07,8 (31 lipca 1963, Hanower)
- bieg na 10 000 metrów – 29:03,4 (3 maja 1964, Yonkers)
- maraton – 2:26:24 (21 października 1964, Tokio)

Zmarł po zasłabnięciu podczas biegania w Van Cortlandt Park w Bronksie.